# Hintere Stalle
Die Hintere Stalle, auch Hintere Stallealm, ist eine Alm in den Villgratner Bergen in der Fraktion Oberrotte der Gemeinde St. Jakob in Defereggen.
Die Hintere Stalle liegt im hinteren Teil des Stallebachtals (Ragötzbach) an den Westflanken von Kahorn, Plankfeld und Hochkreuzspitze bzw. der Ostflanke des Auf dem Saam. Die Abgrenzung zur östlich gelegenen Jesachalm verläuft in etwa am Kammverlauf des Auf dem Saam bzw. entlang der Senke zwischen Stallebach und Jesachbach. Im Osten verläuft die Grenze des Almgebiets entlang der Gemeindegrenze bzw. entlang des Nordnordostgrats des Kahorn zum Almgebiet der Blindisalm.
Die Hintere Stalle umfasste Mitte des 19. Jahrhunderts vier Almhütten, die sich am Bergrücken zwischen Stallebach und Jesachbach gegenüber der Jesachalm befanden. Auch Mitte des 20. Jahrhunderts bestanden noch die vier Hütten, die ein eng verschachteltes Almdörfl bildeten, auf das sieben Bauern Besitzrechte erhoben. Die Hintere Stalle galt dabei als Schmugglernest, von wo aus Waren und Vieh über den Pfoisattel ins Gsies geschmuggelt wurde. In einer Winternacht Mitte der 1940er Jahre brannte die Hintere Stalle bis auf die Grundmauern nieder. Heute besteht die Hintere Stalle nur mehr aus einer Hütte gegenüber der Jesachalm (Alpe Stalle Nr. 5) sowie einer Hütte im Talschluss östlich des Auf dem Saam.
Das Almgebiet beginnt am Zusammenfluss von Stallebach und Jesachbach, wobei sich die Almhütte der Hinteren Stalle am Bergrücken
Der Aufstieg auf die Hintere Stalle erfolgt auf kürzestem Weg von Rinderschinken steil vorbei am Wasserfall des Stallebachs zur Alpe Stalle und danach immer nach Süden entlang des Stallebachs bis zur Hinteren Stalle. Von Südtirol aus ist die Hintere Stalle aus dem Gsies und das Tal des Pfoibachs sowie den Pfoisattel erreichbar.